# Dicrurus occidentalis
El drongo occidental (Dicrurus occidentalis) es una especie de ave paseriforme de la familia Dicruridae propia de África occidental, donde se extiende desde Senegal hasta Nigeria, al oeste del río Níger. 
Está cercanamente emparentado con el drongo de Sharpe (Dicrurus sharpei), del que divergió según los análisis genéticos aproximadamente hace 1,1 millones de años. Se puede diferenciar de D. sharpei por las diferentes longitudes y anchuras del pico. Puede distinguirse de otros especies de drongos del oeste de África por el brillo azul violáceo tenue de su plumaje. A pesar de estas diferencias morfológicas los taxónomos lo pasaron por alto durante mucho tiempo debido a que ha habido menos investigaciones sobre los drongos de África occidental que de los de otras partes de África.